# Hubert Fichte
Hubert Fichte (* 21. März 1935 in Perleberg; † 8. März 1986 in Hamburg) war ein deutscher Schriftsteller und Ethnograph. Er gilt als Vordenker von Queer Studies und postkolonialer Forschung.

## Leben
Hubert Fichte wurde 1935 im Krankenhaus Perleberg als unehelicher Sohn von Dora Fichte, einer protestantischen Stenotypistin, und Erwin Oberschützki, einem jüdischen Händler, geboren. Kurze Zeit später traten die Nürnberger Gesetze, die sexuelle Beziehungen zwischen sogenannten Ariern und Juden als „Rassenschande“ unter Strafe stellten, in Kraft. Wenige Wochen nach der Geburt zog die Familie in das großelterliche Miethaus im Hamburger Stadtteil Lokstedt, Beethovenallee. Dora Fichte war berufstätig, deswegen wurde ihr Sohn meist von der Großmutter erzogen. Der Vater musste wegen des zunehmenden Antisemitismus ins Exil nach Schweden flüchten. Nachdem der Großvater eine Kuhkoppel erworben hatte, wohnte Fichte im Haus Karlstraße 30 (heute Julius-Vosseler-Straße) in Lokstedt.
Während des Zweiten Weltkriegs kam Hubert Fichte im Rahmen der Kinderlandverschickung im Jahr 1941 nach Steingriff (Oberbayern), einem heutigen Ortsteil von Schrobenhausen, wo er anschließend von 1942 bis 1943 ein Jahr in einem Waisenhaus verbringen musste. Kurz vor dem Beginn der Operation Gomorrha, die vom 25. Juli bis zum 3. August 1943 dauerte, kehrte Fichte gemeinsam mit seiner Mutter nach Hamburg zurück. Nach den Luftangriffen wurde die Familie nach Liegnitz in Schlesien evakuiert.
Bereits kurz nach Kriegsende 1946 trat Fichte als Kinderdarsteller in Hamburg am Deutschen Schauspielhaus, Thalia Theater und in den Hamburger Kammerspielen auf. 1948 spielte er – neben der Hauptdarstellerin Lil Dagover – eine Rolle in dem Film Die Söhne des Herrn Gaspary in der Regie von Rolf Meyer. 1949 lernten sich Fichte, Hans Henny Jahnn, Hans-Herman Rief und Herbert Jäger kennen.
1950 begann Fichte mit dem Schauspielstudium bei Helmuth Gmelin und trat in dessen Theater im Zimmer auf. In diesem Jahr begann die Freundschaft mit der Fotografin Leonore Mau (1916–2013).
In den folgenden Jahren unternahm Fichte mehrere Auslandsreisen und hielt sich wiederholt in Frankreich auf. Um 1953 herum arbeitete er zeitweilig als Schafhirte in der Provence, 1954 war er verantwortlich für eines der Lager von Abbé Pierre im Camp de la Pomponette an der Marne, Ende der 1950er Jahre war er wiederum in der Provence in der Landwirtschaft tätig. Zwischenzeitlich hatte er von 1955 bis 1957 im norddeutschen Holstein ein Landwirtschaftsstudium absolviert und 1958 im schwedischen Järna die Landwirtschaft in einem Heim für schwererziehbare Kinder geleitet.
1961 unternahm er gemeinsame Reisen mit Leonore Mau. Beide gründeten 1963 eine Wohngemeinschaft im Hamburger Stadtteil Othmarschen. Im selben Jahr las Fichte auf der Tagung der Gruppe 47 in Saulgau das Anfangskapitel seines Romans Das Waisenhaus. In dieser Zeit entstand Fichtes Freundschaft mit Fritz J. Raddatz.

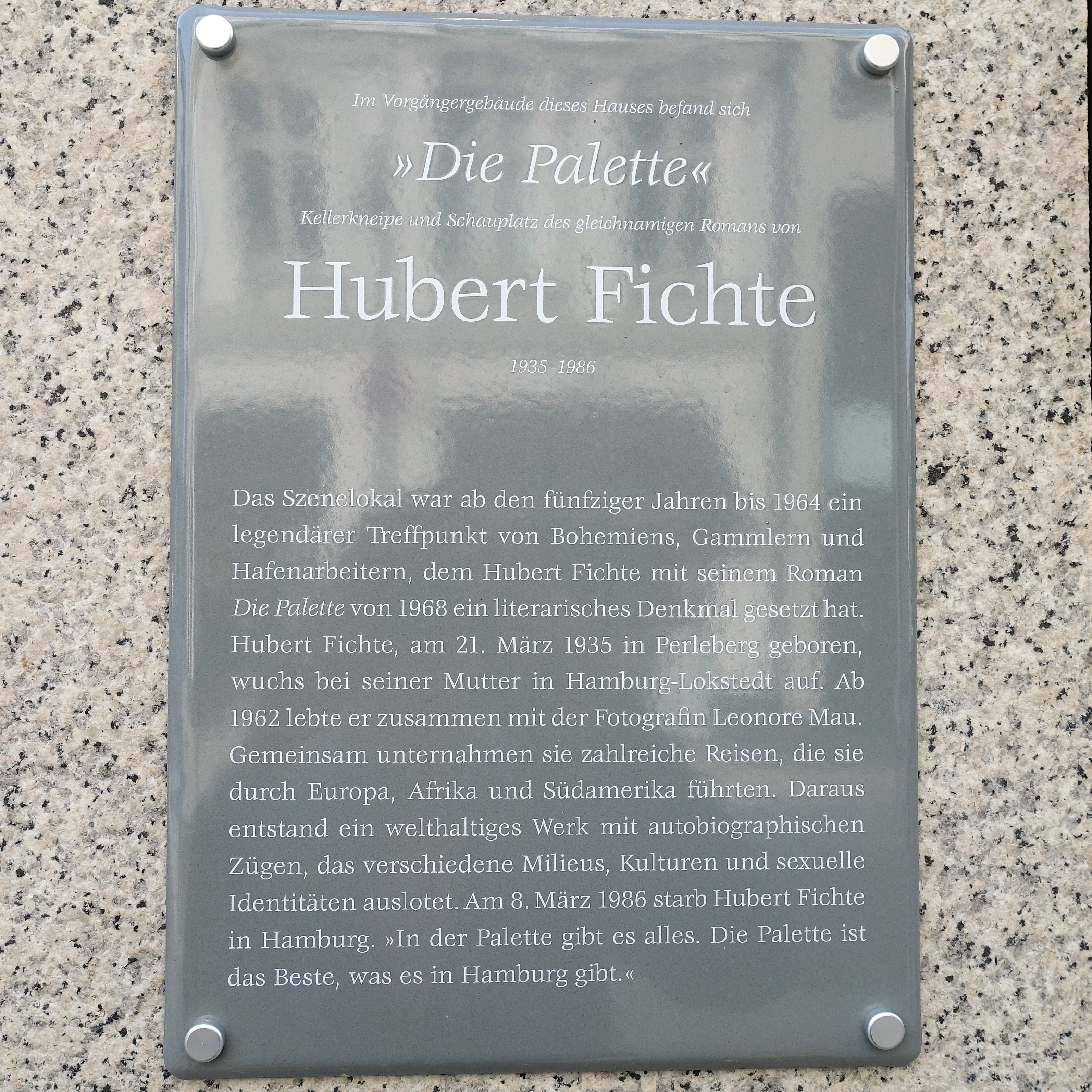
Gedenktafel an der ABC-Straße in Hamburg zur Erinnerung an das Szenelokal Die Palette (2018)

Das Szenelokal Palette in der Hamburger ABC-Straße war ab den fünfziger Jahren bis 1964 ein legendärer Treffpunkt von Bohemiens, Gammlern und Hafenarbeitern, dem Hubert Fichte mit seinem Roman Die Palette von 1968 ein literarisches Denkmal gesetzt hat.
1971 studierte Fichte die afrobrasilianischen Religionen in Bahia. Von dort reiste er nach Argentinien zu Jorge Luis Borges und nach Chile zu Salvador Allende. 1972 hielt Fichte sich in Haiti auf. Es folgten von 1973 bis 1974 Reisen nach Tansania, Äthiopien, Trinidad und in die Dominikanische Republik.
Die später von ihm selbst als „Ethnopoesie“ zusammengefassten Werke wie Xango (1976) und Petersilie (1980) verließen dabei die lyrische Perspektive nicht. Eher einer Ethnografie des Inlands verpflichtet sind seine St.-Pauli-Interviews, die zuerst 1972 unter dem Titel Interviews aus dem Palais d’Amour etc. dann 1978 erweitert unter dem Titel Wolli Indienfahrer erschienen sind, ebenso seine Interviews mit Hans-Peter Reichelt (Hans Eppendorfer. Der Ledermann spricht mit Hubert Fichte, 1977). Parallel zu Fichtes ethnografischen Büchern erschienen die Fotobände Xango und Petersilie – gemeinsam mit der Fotografin Leonore Mau.
1974 begann Hubert Fichte die auf neunzehn Bände angelegte Geschichte der Empfindlichkeit, die unvollendet blieb und ab 1987 aus dem Nachlass als Fragment veröffentlicht ist. Der letzte Band, Die zweite Schuld, wurde vom Autor mit einer Sperrfrist von 30 Jahren versehen, ist aber trotzdem bereits 2006 erschienen. In diesem Band erzählt Fichte von der Zeit im Literarischen Colloquium in Berlin 1963/64, wobei Interviews mit Joachim Neugröschel, Elfriede Gerstl, Walter Höllerer und Hermann Peter Piwitt verwendet sind.
Außer als Verfasser seines literarischen, in Büchern, Zeitschriften, Zeitungen veröffentlichten Werks war Fichte seit Mitte der 1960er Jahre auch immer wieder als Radioautor tätig. Für mehr als 40 Radioproduktionen – Hörspiele und Features –, spätere freie Bearbeitungen seiner Romane nicht einmal mitgerechnet, schrieb er die Textvorlagen. Hierbei war insbesondere die enge Zusammenarbeit mit dem Hörspielregisseur Peter Michel Ladiges wichtig.
Zu seinen prägenden Einflüssen gehörten Marcel Proust, Hans Henny Jahnn und Jean Genet. Fichtes Verhältnis zu Jahnn – und dessen Einfluss auf die Entdeckung der eigenen Homosexualität – hat er im Roman Versuch über die Pubertät (1974) dargestellt.
In den letzten Jahren seines Lebens wohnte Hubert Fichte in einem Einfamilienhaus in der Dürerstraße in Othmarschen. Fichte starb 1986 kurz vor seinem 51. Geburtstag im Hafenkrankenhaus Hamburg an den Folgen von Aids. Er wurde auf dem Nienstedtener Friedhof beigesetzt.

## Hubert-Fichte-Preis
Seit 1995 verleiht die Stadt Hamburg im Gedenken an Fichte den Hubert-Fichte-Preis für besondere literarische Leistungen.

## Asteroid
Nach Fichte ist der Hauptgürtel-Asteroid (3475) Fichte (ursprünglich „1972 TD“) benannt, den Luboš Kohoutek am 4. Oktober 1972 vom Observatorium Hamburg-Bergedorf entdeckte.

## Auszeichnungen
- 1963: Julius-Campe-Stipendium

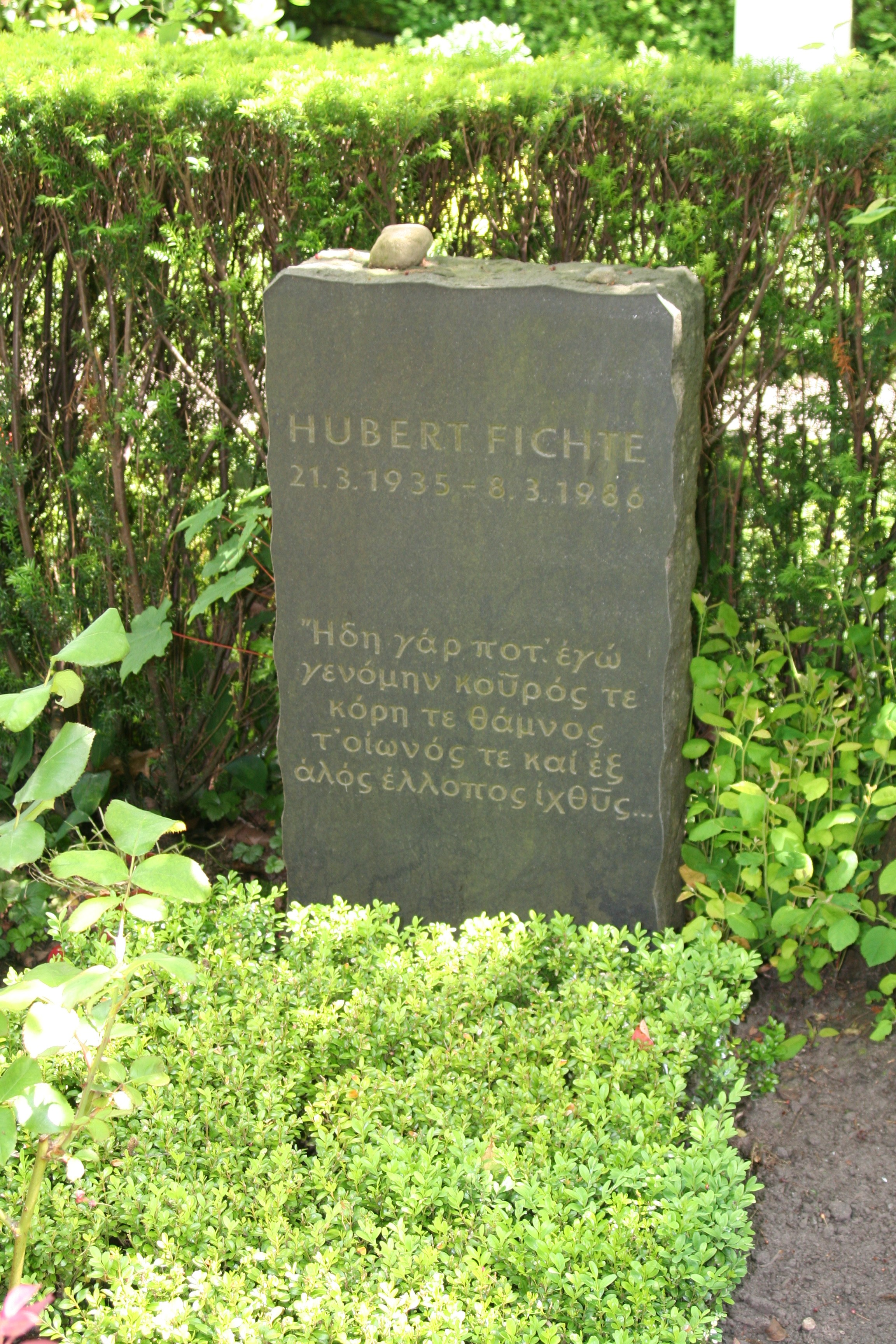
Grabstein von Hubert Fichte.
Die Inschrift lautet:
„Denn ich war schon einmal ein Junge und ein Mädchen und ein Busch und ein Vogel und ein aus dem Meer springender wandernder Fisch.“
Empedokles (DK 31 B 117 = Diogenes Laertios 8,77, Übersetzung nach Kirk, Raven, Schofield, Hülser).

- 1965: Hermann-Hesse-Preis für Das Waisenhaus.
- 1967: Stipendium der Villa Massimo (Rom)
- 1975: Fontane-Preis
- 1985: Alexander-Zinn-Preis

## Veröffentlichungen

### Prosa
- Der Aufbruch nach Turku. Erzählungen. Hoffmann & Campe, Hamburg 1963.
- Im Tiefstall. Erzählung. Galerie im Centre, Göttingen 1965.
- Das Waisenhaus. Roman. Rowohlt, Reinbek 1965.
- Die Palette Roman. Rowohlt, Reinbek 1968.
- Detlevs Imitationen »Grünspan« Roman. Rowohlt, Reinbek 1971. ISBN 3-499-11668-5
- Interviews aus dem Palais d’Amour. Rowohlt, Reinbek 1972, ISBN 3-499-11560-3, erweitert dann unter: Wolli Indienfahrer. Fischer, Frankfurt am Main 1978. ISBN 3-10-020703-3
- Versuch über die Pubertät. Roman. Hoffmann & Campe, Hamburg 1974. ISBN 3-455-02020-8
- Xango. Die afroamerikanischen Religionen II. Bahia. Haiti. Trinidad. Fischer, Frankfurt 1976. ISBN 3-10-020701-7
- Petersilie. Die afroamerikanischen Religionen IV. Santo Domingo. Venezuela. Miami. Grenada. Fischer, Frankfurt 1980. ISBN 3-10-020708-4
- Psyche. Anmerkungen zur Psychiatrie in Senegal. Qumran, Frankfurt 1980. ISBN 3-88655-004-4
- Zwei Autos für den heiligen Pedro Claver. Text bei Qumran, Frankfurt 1982, ISBN 3-88655-176-8. Tondokument bei Zweitausendeins, Frankfurt am Main 2006
- Lazarus und die Waschmaschine. Kleine Einführung in die afroamerikanische Kultur. Fischer, Frankfurt 1985. ISBN 3-10-020710-6
- »Deiner Umarmungen süße Sehnsucht«. Die Geschichte der Empfindungen am Beispiel der französischen Schriften des Grafen August von Platen-Hallermünde. Tübingen 1985.
- Die Geschichte der Empfindlichkeit. Fischer, Frankfurt 1987. (siehe unten)
- Ketzerische Bemerkungen für eine neue Wissenschaft vom Menschen. (= eva reden. Band 17). Herausgegeben von Michael Fisch. Europäische Verlagsanstalt, Hamburg 2001, ISBN 3-434-50117-7.
- St. Pauli Geschichte. Transit. Berlin 2006. ISBN 978-3-88747-216-0

### Schauspiel
- Ödipus auf Håknäss. Fischer, Frankfurt 1992. ISBN 3-596-10843-8

### Interview
- Hubert Fichte – Jean Genet. Photos von Leonore Mau. Rimbaud, Aachen 1992. ISBN 3-89086-909-2

### Dokumentationen (Audio)
- Gott ist ein Mathematiker. Annäherungen an die traditionelle Psychiatrie in Togo, Audio-CD, 60 Minuten, Originaltonaufnahme, hrsg. v. Nils Röller und Klaus Sander in Zusammenarbeit mit Leonore Mau, ISBN 978-3-932513-21-3 (Köln: supposé 2000)
- St. Pauli Interviews Audio-CD, 77 Minuten, Originalaufnahmen Hamburg 1969, hrsg. v. Nils Röller und Klaus Sander, mit Fotos von Leonore Mau, ISBN 978-3-932513-20-6 (Köln: supposé 2000)
- Beat und Prosa. Live im Star-Club Hamburg 1966. Musik: Ian & The Zodiacs, Ferre Grignard Audio-CD, 50 Minuten, Originalaufnahme, hrsg. v. Klaus Sander ISBN 978-3-932513-41-1 (Köln: supposé 2004)
- Hubert Fichte / Lil Picard. Audio-CD, 80 Minuten, Originalaufnahmen New York 1975/76, hrsg. v. Klaus Sander, ISBN 978-3-932513-42-8 (Köln: supposé 2005)
- Hubert Fichte. Hörwerke 1966–1986 2 MP3-CDs Dauer 18 Stunden. Hg. Robert Galitz, Kurt Kreiler und Martin Weinmann Zweitausendeins, Frankfurt am Main, ISBN 3-86150-657-2.

### Die Geschichte der Empfindlichkeit
- Band I – Hotel Garni. Roman. Herausgegeben von Torsten Teichert. S. Fischer, Frankfurt am Main 1987, ISBN 3-10-020712-2.
- Band II – Der Kleine Hauptbahnhof oder Lob des Strichs. Roman. Herausgegeben von Gisela Lindemann. S. Fischer, Frankfurt am Main 1988, ISBN 3-10-020714-9.
- Band III – Die Zweite Schuld. Glossen. Herausgegeben von Ronald Kay. S. Fischer, Frankfurt am Main 2006, ISBN 3-10-020751-3.
- Band IV – Eine Glückliche Liebe. Roman. Herausgegeben von Gisela Lindemann. S. Fischer, Frankfurt am Main 1988, ISBN 3-10-020716-5.
- Band V – Alte Welt. Glossen. Herausgegeben von Wolfgang von Wangenheim und Ronald Kay. S. Fischer, Frankfurt am Main 1992, ISBN 3-10-020720-3.
- Band VI – Der Platz der Gehenkten. Roman. Herausgegeben von Gisela Lindemann und Leonore Mau. S. Fischer, Frankfurt am Main 1989, ISBN 3-10-020718-1.
- Band VII – Explosion. Roman. Herausgegeben von Ronald Kay. S. Fischer, Frankfurt am Main 1993, ISBN 3-10-020727-0.

(die weiteren Bände außerhalb der Nummerierung)
- Forschungsbericht. Roman. Herausgegeben von Gisela Lindemann. S. Fischer, Frankfurt am Main 1989, ISBN 3-10-020722-X.
- Psyche. Glossen. Herausgegeben von Ronald Kay. S. Fischer, Frankfurt am Main 1990, ISBN 3-10-020723-9.
- Die Geschichte der Nanấ. Roman. Herausgegeben von Ronald Kay. S. Fischer, Frankfurt am Main 1990, ISBN 3-10-020724-6.
- Die schwarze Stadt. Glossen. Herausgegeben von Wolfgang von Wangenheim. S. Fischer, Frankfurt am Main 1990, ISBN 3-10-020725-4.
- Hamburg Hauptbahnhof. Register. Herausgegeben von Ronald Kay. S. Fischer, Frankfurt am Main 1993, ISBN 3-10-020728-9.

- Paralipomena 1 – Homosexualität und Literatur 1. Polemiken. Herausgegeben von Torsten Teichert. S. Fischer, Frankfurt am Main 1987, ISBN 3-10-020713-0.
- Paralipomena 1 – Homosexualität und Literatur 2. Polemiken. Herausgegeben von Torsten Teichert. S. Fischer, Frankfurt am Main 1988, ISBN 3-10-020715-7.
- Paralipomena 2 – Das Haus der Mina in Sao Luiz de Maranhao. Herausgegeben von Ronald Kay. S. Fischer, Frankfurt am Main 1989, ISBN 3-10-020718-1.
- Paralipomena 3 – Paralipomena. Lil's Book. Herausgegeben von Ronald Kay. S. Fischer, Frankfurt am Main 1990, ISBN 3-10-020726-2.
- Paralipomena 4 – Schulfunk. Hörspiele. Herausgegeben von Gisela Lindemann. S. Fischer, Frankfurt am Main 1988, ISBN 3-10-020717-3.

### Briefe
- Ich beiße Dich zum Abschied ganz zart. Briefe an Leonore Mau. Fischer, Frankfurt am Main 2016, ISBN 978-3-10-002515-9.
- Briefwechsel mit Peter Michel Ladiges: »In Gedanken unterhalte ich mich die ganze Zeit mit Dir.«. Herausgegeben von Peter Braun. Fischer, Frankfurt am Main 2024, ISBN 978-3-10-397632-8.

### Fotofilme
Gemeinsam mit Leonore Mau:
- Der Tag eines unständigen Hafenarbeiters (Produktion: NDR 1966)[9]
- Der Fischmarkt und die Fische (Produktion: NDR 1968)
- Die Spanische Treppe (Produktion: WDR 1969)
- Zwei mal45 Bilder / Sätze aus Agadir (Produktion: SWF 1971)

## Sekundärliteratur

### Monografien
- Jan-Frederik Bandel: Nachwörter. Zum poetischen Verfahren Hubert Fichtes. Dissertation. (= Hubert Fichte Studien Band 8). Rimbaud, Aachen 2008, ISBN 978-3-89086-552-2.
- Jan-Frederik Bandel: Fast glaubwürdige Geschichten. Über Hubert Fichte. (= Hubert Fichte Studien Band 3). Rimbaud, Aachen 2005.
- Jan-Frederik Bandel (Hrsg.): Hubert Fichte. Hotel Garni, Doppelzimmer. (= Hubert Fichte Studien Band 2). Rimbaud, Aachen 2004.
- Jan-Frederik Bandel, Robert M. Gillett (Hrsg.): Hubert Fichte. Texte und Kontexte. Hamburg, Männerschwarm 2007.
- Thomas Beckermann (Hrsg.): Hubert Fichte. Materialien zu Leben und Werk. Fischer, Frankfurt am Main 1985, ISBN 3-596-26497-9.
- Hartmut Böhme, Nikolaus Tiling (Hrsg.): Leben, um eine Form der Darstellung zu erreichen. Studien zum Werk Hubert Fichtes. Fischer Verlag, Frankfurt am Main 1991, ISBN 3-596-10831-4.
- Hartmut Böhme: Hubert Fichte. Riten des Autors und Leben der Literatur. J. B. Metzler’sche Verlagsbuchhandlung und Carl Ernst Poeschel Verlag, Stuttgart 1992, ISBN 3-476-00831-2.
- Hartmut Böhme, Nikolaus Tiling (Hrsg.): Medium und Maske. Die Literatur Hubert Fichtes zwischen den Kulturen. Verlag für Wissenschaft und Forschung, Stuttgart 1995.
- Peter Braun, Manfred Weinberg: Ethno/Graphie. Reiseformen des Wissens. Narr, Tübingen 2002.
- Peter Braun: Die doppelte Dokumentation. Fotografie und Literatur im Werk von Leonore Mau und Hubert Fichte. Metzler, Stuttgart 1997.
- Michael Fisch: Horror der Forschung. Über Hubert Fichte. Königshausen und Neumann, Würzburg 2021, ISBN 978-3-8260-7457-8.
- Michael Fisch: Explosion der Forschung. Bibliografie zu Leben und Werk von Hubert Fichte. Unter Berücksichtigung des Werkes von Leonore Mau. Aisthesis, Bielefeld, 2006, ISBN 3-89528-545-5.
- Michael Fisch: Gesten und Gespräche. Über Hubert Fichte. (= Hubert-Fichte-Studien Band 4). Rimbaud, Aachen 2005, ISBN 3-89086-615-8.
- Michael Fisch (Hrsg.): Hubert Fichte: Ketzerische Bemerkungen für eine neue Wissenschaft vom Menschen. Europäische Verlagsanstalt, Hamburg 2001, ISBN 3-434-50117-7.
- Michael Fisch: Verwörterung der Welt. Über die Bedeutung des Reisens für Leben und Werk von Hubert Fichte. Orte – Zeiten – Begriffe. (= Hubert-Fichte-Studien Band 1). Dissertation, Freie Universität Berlin 1999. Rimbaud, Aachen 2000, ISBN 3-89086-751-0.
- Michael Fisch: Personalbibliografie zu Leben und Werk von Hubert Fichte. Unter Berücksichtigung des Werkes von Leonore Mau. Mit einem Text von Gert Mattenklott. Edition diá, Berlin 1996, ISBN 3-86034-148-0.
- Michael Fisch: Vorschläge zu einer historisch-kritischen Ausgabe der Werke von Hubert Fichte. Magisterarbeit, Freie Universität Berlin 1993.
- Mario Fuhse: Das Experiment ist mein Lebenssinn. Über Hubert Fichte. (= Hubert Fichte Studien). Rimbaud, Aachen 2021, ISBN 978-3-89086-452-5.
- Robert M. Gillett: Hubert Fichte. Eine kritische Auswahlbibliographie. Lampeter: Edwin Mellen 2007. ISBN 978-0-7734-5165-0.
- Robert M. Gillett: "Aber eines lügt er nicht: Echtheit". Perspektiven auf Hubert Fichte. Textem, Hamburg 2013, ISBN 978-3-86485-051-6.
- Rainer Guldin: Spiegelgeschichten. Zu Hubert Fichtes und Hans Henny Jahnns Thomas Chatterton. Rimbaud Verlag, Aachen 2010
- Hans-Jürgen Heinrichs: Die Djemma el-Fna geht durch mich hindurch. Oder wie sich Poesie, Ethnologie und Politik durchdringen. Hubert Fichte und sein Werk. Pendragon, Bielefeld 1991
- Rekha Kamath: „Schichten statt Geschichten“. Selbst- und Fremderforschung bei Hubert Fichte. Aisthesis, Bielefeld 1993.
- Ronald Kay: Leonore Mau & Hubert Fichte. Hälfte des Lebens. Eine fotografische Elegie. (= Schriftenreihe der Hamburgischen Kulturstiftung, Band 4). Dölling u. Galitz, Hamburg 1996.
- Ronald Kay: Leonore Mau & Hubert Fichte. Die Kinder Herodots. Fischer, Frankfurt am Main 2006, ISBN 3-10-020732-7.
- Sabine Röhr: Hubert Fichte. Poetische Erkenntnis. Montage – Synkretismus – Mimesis. Herodot, Göttingen 1985.
- Miriam Seifert-Waibel: „Ein Bild aus tausend widersprüchlichen Fitzeln“. Die Rolle der Collage in Hubert Fichtes "Explosion" und "Das Haus der Mina in São Luiz de Maranhão". Aisthesis, Bielefeld 2005.
- David Simo: Interkulturalität und ästhetische Erfahrung. Untersuchungen zum Werk Hubert Fichtes. Metzler, Stuttgart 1993.
- Torsten Teichert: “Herzschlag außen”. Die poetische Konstruktion des Fremden und Eigenen im Werk von Hubert Fichte. Fischer, Frankfurt am Main 1987.
- Johann Nikolaus Tiling: Hauchbilder der Erinnerung. Biographische Spuren und die Entwicklung literarischer Motive im Werk Hubert Fichtes. Rosa Winkel, Berlin 1996.
- Wolfgang von Wangenheim: Hubert Fichte. Edition Text + Kritik, München 1980.
- Manfred Weinberg: Akut. Geschichte. Struktur. Hubert Fichtes Suche nach der verlorenen Sprache einer poetischen Welterfahrung. Aisthesis, Bielefeld 1993.

### Aufsätze
- Hartmut Böhme: Die Blume zu Saaron und das Maskenspiel des Erzählers. Eine Figur Hubert Fichtes und ihr Hintergrund. In: Forum Homosexualität und Literatur 20, 1994. S. 5–28.
- Hartmut Böhme: Riten des Autors. Annäherungen an Hubert Fichte. In: Kunstforum, Bd. 114, Juli / August 1991, S. 127–147.
- Michael Fisch: Ich verstehe nur etwas von etwas von der Revolution sexueller Verhaltensweisen. Hubert Fichtes Fragen nach Gewalt und Sadomasochismus. In: Ders., Es kenne mich die Welt, auf dass sie mir verzeihe. Aufsätze zu Adelbert Chamisso (1781–1838), Paul Ernst (1866–1933) und Hubert Fichte (1935–1986). Weidler, Berlin 2015, 123–146. (Beiträge zur transkulturellen Wissenschaft. Band 1.) ISBN 978-3-89693-643-1.
- Michael Fisch: Das ist mein Laster. Meine Lust. Mein Alles. Hubert Fichtes literarische Darstellung von männlicher Prostitution. In: Ders., Es kenne mich die Welt, auf dass sie mir verzeihe. Aufsätze zu Adelbert Chamisso (1781–1838), Paul Ernst (1866–1933) und Hubert Fichte (1935–1986). Weidler, Berlin 2015, S. 97–121 (Beiträge zur transkulturellen Wissenschaft. Band 1.) ISBN 978-3-89693-643-1.
- Michael Fisch: Ich liebe den Tourismus. Er ersetzt die Völkerwanderung. Hubert Fichtes Blick auf Islam und Koran in dessen Erzählzyklus »Die Geschichte der Empfindlichkeit«. In: Religion und Literatur im 20. und 21. Jahrhundert: Motive, Sprechweisen, Medien. Hrsg. von Tim Lörke und Robert Walter-Jochum. Vandenhoeck und Ruprecht, Göttingen 2015, S. 571–589 und in ders., Es kenne mich die Welt, auf dass sie mir verzeihe. Aufsätze zu Adelbert Chamisso (1781–1838), Paul Ernst (1866–1933) und Hubert Fichte (1935–1986). Weidler, Berlin 2015, S. 77–96 (Beiträge zur transkulturellen Wissenschaft. Band 1.) ISBN 978-3-89693-643-1.
- Michael Fisch: Autorenporträt Hubert Fichte. In: Lexikon der deutschsprachigen Gegenwartsliteratur seit 1945. Herausgegeben von Thomas Kraft, München 2003, S. 335–338. ISBN 978-3-485-00756-6.
- Michael Fisch: Der halb geschmeckten Lust mehr reife Früchte. Hubert Fichtes Rezeption des literarischen und musikalischen Barocks, vornehmlich des Werkes von Daniel Casper von Lohenstein. In: Ach, Neigungen zur Fülle. Zur Rezeption barocker Literatur im Nachkriegsdeutschland. Hrsg. von Christiane Caemmerer und Walter Delabar. Königshausen & Neumann, Würzburg 2001, S. 29–42. ISBN 978-3-8260-1571-7.
- Michael Fisch: Von der Sprache der Wissenschaften und der Fundierung des Poetischen bei Hubert Fichte. In: Hubert Fichte: Ketzerische Bemerkungen für eine neue Wissenschaft vom Menschen. Europäische Verlagsanstalt, Hamburg 2001, S. 23–65. ISBN 978-3-43450-117-6.
- Michael Fisch: Verwörterung der Welt. Hubert Fichte zum 65. Geburtstag. Herbert Jäger, Hermann Peter Piwitt und Josef Winkler in Lesung und Gespräch in der literaturWERKstatt berlin am 18. April 2000. In: Forum. Homosexualität und Literatur. 37 (2000) S. 55–79, ISSN 0931-4091
- Mario Fuhse: „Ich will anfangen, fürs Schreiben zu leben, nicht wie bisher leben, um etwas zum Schreiben zu haben.“ Zu Leben und Werk von Hubert Fichte. In: FORUM Homosexualität und Literatur. Band 47 (2006).
- Robert M. Gillett: Hubert Fichtes „Provençalische Klatschgeschichte“. In: Hubert Fichte: Texte und Kontexte. Hrsg. v. Jan-Frederik Bandel und Robert Gillett. Hamburg: Männerschwarm Verlag 2007, S. 33–51.
- Robert M. Gillett: Späte Entlarvung oder üble Nachrede? Überlegungen zu einem noch nicht verjährten Plagiatsvorwurf, Hubert Fichte und Heimito von Doderer betreffend. In: Justiabilität und Rechtmäßigkeit. Verrechtlichungsprozesse von Literatur und Film in der Moderne. Hrsg. v. Claude D. Conter. Amsterdam & New York: Rodopi 2010, S. 85–95.
- Robert M. Gillett: Hubert Fichtes hybrides Haiti. In: Grenzen Überschreiten – transitorische Identitäten. Beiträge zu Phänomenen räumlicher, kultureller und ästhetischer Grenzüberschreitung in Texten vom Mittelalter bis zur Moderne. Hrsg. v. Monika Unzeitig. Bremen: edition lumiere 2011, S. 23–30.
- Till Greite: Aufnahmesystem LCB, 1963/64. Kleine Diskursgeschichte zu Walter Höllerers Literarischem Colloquium Berlin in der Epoche der Kybernetik. In: Hubert Fichtes Medien. Hrsg. v. Stephan Kammer und Karin Krauthausen. Zürich und Berlin: Diaphanes 2014, S. 21–42.
- Stephan Kammer: Zeiträume des Reisens. Fichtes mediales Apriori. In: Hubert Fichtes Medien. Hrsg. v. Stephan Kammer und Karin Krauthausen. Zürich und Berlin: Diaphanes 2014, S. 125–145.
- Karin Krauthausen: Fiktionen der Rede. Fichtes Annäherung an Afrika. In: Hubert Fichtes Medien. Hrsg. v. Stephan Kammer und Karin Krauthausen. Zürich und Berlin: Diaphanes 2014, S. 163–188.
- Gustav Mechlenburg, Nora Sdun, Jan-Frederik Bandel, Christoph Steinegger (Hrsg.): Kultur & Gespenster, Band 1, Hamburg 2006, ISBN 978-3-938801-11-6; darin die Aufsätze:
  - Jan-Frederik Bandel: Hubert Fichte: Das Hörwerk 1966-86 (Rezension) und »Die zweite Schuld« und der Abschluss der »Geschichte der Empfindlichkeit« (Rezension)
  - Anna Echterhölter: »Schöner Berichten« Alexander von Humboldt, Hubert Fichte und Daniel Kehlmann in Venezuela[10]
  - Ole Frahm: Zerstreute Fremde – Zur »Annäherung an die Geisteskranken« bei Leonore Mau und Hubert Fichte
  - Mario Fuhse: »Der Mensch ist ein Baum. Eichen meine Eltern. Die Fichte« – Zu Impulsen des Schreibens bei Hubert Fichte
  - Robert M. Gillett: Terrorangriff und Terminologie – W. G. Sebald, Volker Hage, Hubert Fichte
  - Ulrich Gutmair: Ich sind die Anderen – Exotismus, Empfindlichkeit, Ethnopoesie und die Politik des Interviews bei Hubert Fichte
  - Kathrin Röggla: ein anmaßungskatalog für herrn fichte
  - Gerd Schäfer: Kosten der Unschuld – Heino Jaeger und das andere Deutschland
  - Anne Schülke: Wohlwollendes Gerede über Hubert Fichte
  - these.null: Das imaginäre Werk Hubert Fichtes
- Natias Neutert: Nachruf eines Palettianers. In: Frankfurter Rundschau, Nr. 74, Zeit und Bild, S. 2, vom 29. März 1986.
- Salih Alexander Wolter: Jäcki und die Heere der Unempfindlichkeit. Hubert Fichtes letztes Jahr. In: Ders.: Das Sternbild des Matrosen lesen. Schwules Leben – schwule Literatur. Gießen 2020: Psychosozial-Verlag. S. 63–73. ISBN 978-3-8379-3012-2.

## Ausstellung
- Liebe und Ethnologie – die koloniale Dialektik der Empfindlichkeit (nach Hubert Fichte). Haus der Kulturen der Welt, Berlin, kuratiert von Diedrich Diederichsen und Anselm Franke, 2019/20

## Filme
- Hubert Fichte – der schwarze Engel. Dokumentation, 60 Min., Buch und Regie: Thomas Palzer, Produktion: SWR, Erstausstrahlung: 4. April 2005, 3sat[11].
- Palette revisited. Dokumentation, 67 Min., Regie: Theo Janßen, Produktion: Tag/Traum, 2005, Premiere: 19. Oktober 2005, Metropolis Kino Hamburg[12].

## Musik
- Die Hamburger Band Tocotronic setzte Fichte 2007 in dem Lied „Imitationen“ auf ihrem Album Kapitulation ein musikalisches Denkmal.